# Jean Moreau (homme politique, 1888-1972)
Pour les articles homonymes, voir Jean Moreau et Moreau.
Jean Moreau (Adrien Édouard Jean Moreau), né le 31 juillet 1888 à Paris 17e et mort le 5 juin 1972 à Auxerre (Yonne), est un homme politique français.

## Biographie
Issue d'une famille bourgeoise d'Auxerre, Jean Moreau suit des études professionnelles à Saint-Fargeau avant d'être mobilisé au début de la première guerre mondiale. Participant à la bataille de la Marne, il obtient par la suite le grade de lieutenant, avant d'être affecté dans l'aviation en 1915 et d'obtenir son brevet de pilote. Promu capitaine, il commande une escadrille de chasse et obtient trois victoires aériennes, et quatre citations. Il est décoré de la légion d'honneur et de la croix de guerre.
Rendu à la vie civile, il travaille dans l'entreprise familiale de chocolaterie et confiserie. Il s'engage dans la vie politique locale en étant élu conseiller municipal d'Auxerre en 1925. Il agit notamment pour la création d'un aéro-club et d'un terrain d'aviation.
Mobilisé dès le début de la seconde guerre mondiale, comme colonel d'aviation. Pendant l'occupation, il accepte d'être nommé membre de la commission départementale d'administration de l'Yonne, puis maire d'Auxerre, par le régime de Vichy, ce qui lui vaut d'être brièvement interné à la Libération, puis frappé d'inéligibilité, ce qui conduit à l'annulation de son élection comme maire d'Auxerre en 1945. Cette sanction étant levée, il est élu conseiller général, puis mène une liste de droite pour l'élection de la première assemblée constituante, et est élu député, en octobre 1945, réélu en juin et novembre 1946.
Député actif, défendant des positions clairement conservatrices, le tout nouveau maire d'Auxerre, élu en octobre 1947, est nommé sous-secrétaire d'Etat à l'industrie et au commerce, fonction qu'il exerce de novembre 1947 à juillet 1948. Puis, en septembre, il est sous-secrétaire d'Etat aux forces armées dans le gouvernement Henri Queuille.
Devenu Président du conseil général de l'Yonne en 1949, il mène de nouveau une liste de droite aux élections législatives de 1951 et est réélu député.
Secrétaire d'Etat au budget d'Antoine Pinay (1952-1953), puis ministre du budget de René Mayer, de janvier à juin 1953, il est dans la période la voix des orientations de la droite en matière budgétaire, traquant les excès de dépense publique, ce qui ne l'empêche pas, a contrario, de défendre systématiquement l'accroissement des investissements et des dépenses dans le domaine de l'aéronautique.
Réélu député en 1956, il apparaît comme un peu plus en retrait, tout en défendant toujours les mêmes positions.
Bien qu'ayant soutenu le retour de Charles De Gaulle au pouvoir, il est battu aux législatives de 1958 par le candidat gaulliste René Walter. Considérant cela comme un désaveu, il démissionne de ses mandats de président du conseil général et de maire d'Auxerre, mais se présente de nouveau aux municipales de l'année suivante, où il est réélu.
Ayant conservé ce mandat en 1965, il s'engage aux côté d'Alain Poher pour l'élection présidentielle de 1969. Deux ans plus tard, il décide, à l'âge de 83 ans, de ne pas se représenter aux municipales, et soutient la candidature de Jean-Pierre Soisson, qui est élu.
Il meurt l'année suivante et est inhumé au cimetière Saint-Amâtre d'Auxerre.

## Fonctions gouvernementales
- Sous-secrétaire d'État à l'Industrie et au Commerce du gouvernement Robert Schuman (1) (du 26 novembre 1947 au 26 juillet 1948)
- Secrétaire d'État aux Forces armées du gouvernement Henri Queuille (1) (du 11 septembre 1948 au 28 octobre 1949)
- Secrétaire d'État au Budget du gouvernement Antoine Pinay (du 14 mars 1952 au 8 janvier 1953)
- Ministre du Budget du gouvernement René Mayer (du 8 janvier au 28 juin 1953)